# Nezávislý stát Chorvatsko
Nezávislý stát Chorvatsko (srbochorvatsky Nezavisna Država Hrvatska, NDH) bylo označení pro chorvatský stát, existující v dobách druhé světové války jako loutková země Nacistického Německa a Fašistické Itálie pod vládou tehdejších ustašovců. Vznikl v částech okupované Jugoslávie 10. dubna 1941 po invazi mocností Osy. Jeho území se rozkládalo na většině území dřívější Chorvatské bánoviny, dnešního Chorvatska a Bosny a Hercegoviny, jakož i některých částí dnešního Srbska (Srem) a Slovinska, ale také vylučovalo mnoho chorvatských oblastí v Dalmácii (do konce roku 1943), Istrii ve prospěch Itálie a dále regionů Mezimuří a Baranje.
Po celou dobu své existence byl NDH řízen jako stát jedné strany fašistickou organizací Ustašovců, které vedl Poglavnik. Režim se zaměřil na Srby, Židy a Romy jako součást rozsáhlé kampaně genocidy, stejně jako na antifašistické nebo disidentské Chorvaty a bosenské Muslimy. Podle Stanleyho G. Payna „zločiny v NDH úměrně překonalo pouze nacistické Německo, Rudí Khmerové v Kambodži a několik extrémně genocidních afrických režimů.“ Na území kontrolovaném Nezávislým státem Chorvatsko existovalo mezi lety 1941 a 1945 22 koncentračních táborů. Největší tábor byl Jasenovac. Dva tábory, Jastrebarsko a Sisak, byly pouze pro děti.
Stát byl oficiálně monarchií po podepsání zákonů Zvonimirovy koruny dne 15. května 1941. Princ Aimon, vévoda z Aosty, který byl jmenován italským králem Viktorem Emanuelem III., zpočátku odmítl korunu převzít v opozici k italské anexi Dalmácie, většinově obydlené Chorvaty, anektované jako součást italské iredentistické agendy a vznik Mare Nostrum („Naše moře“). Vévoda později krátce přijal trůn kvůli tlaku Victora Emmanuela III a byl titulován jako Tomislav II. Chorvatský, ale nikdy se z Itálie do Chorvatska nepřesunul.
Od podpisu Římských smluv 18. května 1941 až do italské kapitulace 8. září 1943 byl stát územním kondominiem Německa a Itálie. Takže 15. dubna 1941 se Pavelić dostal k moci, i když velmi omezené, v novém ustašovském státě pod záštitou německých a italských sil. Ve stejný den německý Führer Adolf Hitler a italský Duce Benito Mussolini uznali chorvatský stát a prohlásili, že jejich vlády se rády zúčastní s chorvatskou vládou určování hranic státu. V následném procesu norimberský vojenský tribunál dospěl k závěru, že NDH není suverénním státem. Podle tribunálu „Chorvatsko bylo vždy součástí okupované země“.
V roce 1942 Německo navrhlo Itálii převzít vojenskou kontrolu nad celým Chorvatskem z potřeby odvelet německé jednotky z Chorvatska na východní frontu. Itálie však nabídku odmítla, protože nevěřila, že by sama zvládla nestabilní situaci na Balkáně. Po pádu Mussoliniho a příměří Italského království se spojenci Tomislav II. abdikoval na svůj chorvatský trůn: NDH dne 10. září 1943 prohlásila, že Římské smlouvy jsou neplatné a anektovala část Dalmácie, která byla postoupena Itálii. NDH se pokusil anektovat Zaru (dnešní Zadar), která byla od roku 1920 uznaným územím Itálie a dlouho objektem chorvatského iredentismu, ale Německo to nedovolilo.

## Geografie
Geograficky NDH zahrnoval většinu dnešního Chorvatska, celou Bosnu a Hercegovinu, část dnešního Srbska a malou část dnešního Slovinska v opčině Brežice. Na severozápadě sousedil s nacistickým Německem, na severovýchodě s Maďarským královstvím, na východě se srbskou správou (společná německo-srbská vláda), na jihovýchodě s Černou Horou (italský protektorát) a podél její pobřežní oblasti s fašistickou Itálií.

### Administrativní dělení
Nezávislý stát Chorvatsko měl čtyři úrovně správních rozdělení: Velké opčiny (velike župe), okresy (kotari), města (gradovi) a opčiny (opcine). V době svého založení měl stát 22 velkých opčin, 142 okresů, 31 měst a 1006 obcí.
Nejvyšším stupněm správy byly velké opčiny (Velike župe), v čele každé z nich stál velký župan. Po kapitulaci Itálie bylo NDH Němci povoleno anektovat části oblastí Jugoslávie dříve obsazené Itálií. Aby se tomu vyhovělo, byly změněny hranice opčiny a byla vytvořena nová opčina Sidraga-Ravni Kotari. Kromě toho byl 29. října 1943 Němci samostatně vytvořen Kommissariát Sušak-Krk (chorvatsky Građanska Sušak-Rijeka), který měl fungovat jako nárazníková zóna mezi NDH a RSI v oblasti Fiume, aby „vnímal zvláštní zájmy místního obyvatelstva proti [I]talianům“.
| 1  | Baranja        |
| 2  | Bilogora       |
| 3a | Bribir-Sidraga |
| 3b | Bribir         |
| 4  | Cetina         |
| 5  | Dubrava        |
| 6a | Gora           |
| 6b | Gora-Zagorje   |
| 7  | Hum            |

| 8  | Krbava-Psat   |
| 9a | Lašva-Glaž    |
| 9b | Lašva-Pliva   |
| 10 | Lika-Gacka    |
| 11 | Livac-Zapolje |
| 12 | Modruš        |
| 13 | Pliva-Rama    |
| 14 | Pokupje       |
| 15 | Posavje       |

| 16 | Prigorje             |
| 17 | Sana-Luka            |
| 18 | Usora-Soli           |
| 19 | Vinodol-Podgorje     |
| 20 | Vrhbosna             |
| 21 | Vuka                 |
| 22 | Zagorje              |
| 23 | Sidraga-Ravni Kotari |

|  |  |

## Historie

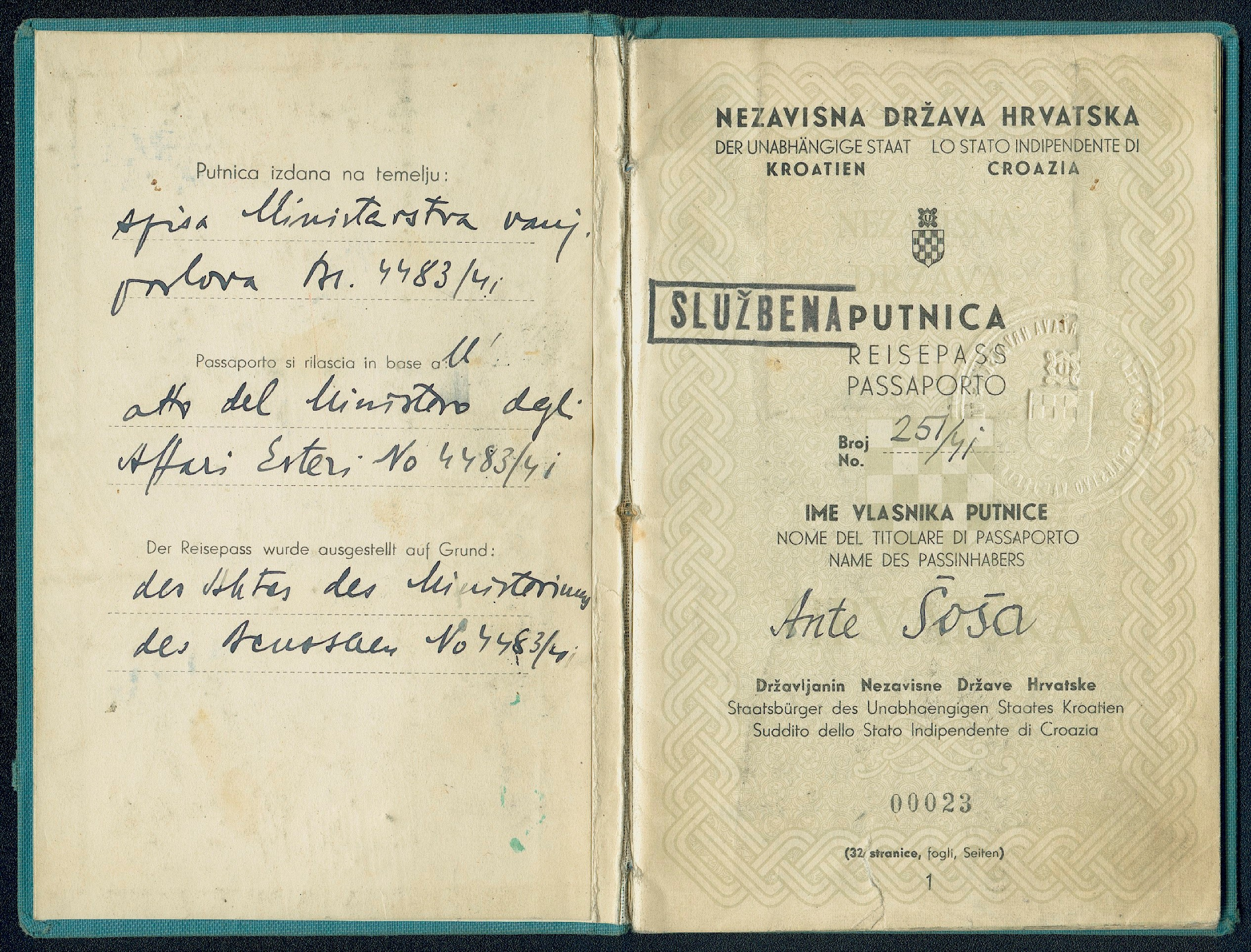
Diplomatický pas vydaný v roce 1941 Ante Šošovi, zaměstnanci poradce NDH ve Vídni

Na konci 30. let byly antijugoslávské tendence v chorvatské společnosti nezanedbatelné. Odtržení od neoblíbeného království (vládla srbská dynastie) přivítala většina veřejnosti, včetně vlivné Chorvatské selské strany (HSS). Uchopení moci ustašovským hnutím a přímé zapojení do války, cizí okupace a násilná politika vůči příslušníkům jiných národů však vyvolala buď pochybnosti, nebo odpor. Členové HSS byli několikrát vyzváni, aby přešli k režimu, učinila to však jen malá část, která byla značně neaktivní a i nadále zachovávala nepřátelský až rezignovaný postoj k tehdejší situaci. Mezi srbským obyvatelstvem rostly sympatie k partyzánskému hnutí a komunistům, kteří hlásali rovnost všech národů v nové a federativní Jugoslávii.
Navázání kontaktů a vytipování vhodné chvíle pro vyhlášení nezávislosti připravil pro chorvatské fašistické představitele německý zástupce, Edmund Wessenmayer.
Krátce po vstupu německých armád do Jugoslávie vyhlásil proto dne 10. dubna 1941 v Záhřebu domácí představitel ustašovců Slavko Kvaternik ve jménu Ante Paveliće Nezávislý stát Chorvatsko (Nezavisna Država Hrvatska – NDH). Vyhlášení bylo odvysíláno rádiem do všech koutů tehdejšího Chorvatska.
Nový stát měl rozlohu okolo 100 000 km² a 6,5 miliónu obyvatel. 12. dubna byla sestavena provizorní chorvatská vláda. 15. dubna dorazil Ante Pavelić do Záhřebu a přijal titul vůdce národa, poglavnik. 17. dubna sestavil Pavelić svoji vládu z domácích i exilových představitelů Ustaše. Členy byli např. Slavko Kvaternik (ministr Domobrany), Andrija Artuković (ministr vnitra), Mile Budak (ministr školství), nebo Mladen Lorković (ministr zahraničí). Parlament, sabor, byl čistě formální institucí. Nový režim prohlásil za svůj cíl vytvoření „křesťansko-korporativního státu“.[zdroj?]

### Italský vliv
Mussolini a Ante Pavelić měli blízké vztahy už před válkou. Oba pohrdali královstvím Jugoslávie. V Londýnské smlouvě (1915) bylo Itálii přislíbeno, že na konci první světové války získá od Rakousko-Uherska Dalmácii. Mírová jednání v roce 1919, ovlivněná čtrnácti body vyhlášenými americkým prezidentem Woodrowem Wilsonem (1856–1924), však vyzvala k národnímu sebeurčení a určila, že dotyční Jugoslávci si toto území právem zaslouží. Italští nacionalisté byli rozzuřeni. Italský nacionalista Gabriele d'Annunzio zaútočil na Fiume (kde žila smíšená populace Chorvatů a Italů) a prohlásil ji za součást italského regentství Carnaro. D'Annunzio se prohlásil za „Duceho“ z Carnara a jeho revolucionáři v černých košilích měli kontrolu nad městem. D'Annunzio byl známý tím, že se zapojoval do vášnivých projevů, jejichž cílem bylo přitáhnout chorvatské nacionalisty k podpoře jeho akcí ak opozici vůči Jugoslávii.
Chorvatští nacionalisté jako Pavelić se proti změnám hranic postavili. K těm došlo po 1. světové válce. Nejen, že Mussolini zkopíroval D'Annunziovu symboliku, ale také D'Annunziovu výzvu k chorvatské podpoře demontáže Jugoslávie jako zahraničněpolitického přístupu Mussoliniho k Jugoslávii. Pavelić vedl jednání s Itálií od roku 1927, která zahrnovala obhajování výměny území za suverenitu, ve které by toleroval Itálii anektovat její nárokované území v Dalmácii výměnou za to, že Itálie podpoří suverenitu nezávislého Chorvatska.
Ve třicátých letech, když byli Pavelić a Ustašovci donuceni jugoslávskou vládou odejít do exilu, jim Mussolini nabídl útočiště v Itálii, umožnil jim používat cvičiště k přípravě na válku proti Jugoslávii. Výměnou za tuto podporu Mussolini požadoval, aby Pavelić souhlasil s tím, že se Dalmácie stane součástí Itálie, pokud Itálie a Ustašovci úspěšně povedou válku proti Jugoslávii. Přestože byla Dalmácie územím obývaným převážně Chorvaty, byla součástí různých italských států, jako byla Římská říše a Benátská republika v předchozích staletích a byla součástí iredentistických požadavků italského nacionalismu.
Na setkání mezi německým ministrem zahraničí Ribbentropem a jeho italským protějškem Cianem v Imperial Hotelu ve Vídni 21. a 22. dubna 1941 požadovala Itálie jaderské pobřeží od Rijeky po Kotor a personální unii Itálie a Chorvatska pod savojskou dynastií. Ribbentrop tušil, že italské požadavky by Pavelićův režim zničily. Navíc italská generalita ani italský král příliš nepodporovali Mussoliniho dalmatské výboje. Proto došlo ke kompromisu, ve kterém Itálie získala jen část dalmatského pobřeží od Zadaru po Split a většinu dalmatských ostrovů. Do své sféry vlivu dostala Itálie moři bližší polovinu NDH, severní část připadla do zájmové oblasti Německa. Oba státy do svých sfér umístily vlastní vojenské jednotky.
Podle římské dohody z 18. května 1941, ve které byla určena i chorvatsko-italská hranice, si Chorvatsko nesmělo postavit válečné námořnictvo ani stavět vojenské objekty na jaderském pobřeží a nemohlo uzavírat bez italského vědomí mezinárodní smlouvy. Chorvatská armáda byla v italské zájmové sféře podřízena italské. Za panovníka NDH byl vybrán italský princ Aimon, vévoda ze Spoleta, který měl nastoupit jako Tomislav II. Do Chorvatska však nikdy nepřijel. Chorvatsko a Itálie uzavřely i společnou měnovou a celní unii. Přistoupení k Ose podepsalo Chorvatsko 15. května 1941 v Benátkách.
Po celou dobu války byl NDH ve sporu s Maďarskem o oblast Mezimuří, dohoda o společné hranici však nikdy nebyla podepsána. I když se Pavelić snažil získat si Německo přátelskou politikou jako určitou protiváhu proti Itálii, přenechal Hitler nakonec vliv v NDH Mussolinimu. Hitler přímo v září 1941 řekl Pavelićovi, že o jeho zemi rozhodují jen Italové.
V prosinci 1942 navrhovali Italové, aby Chorvatsko přijalo stejný statut, jaký měla Albánie, výměnou za to by byla k NDH připojena Dalmácie.[zdroj?] Záhřebská vláda nabídku odmítla.

### Vliv nacistického Německa

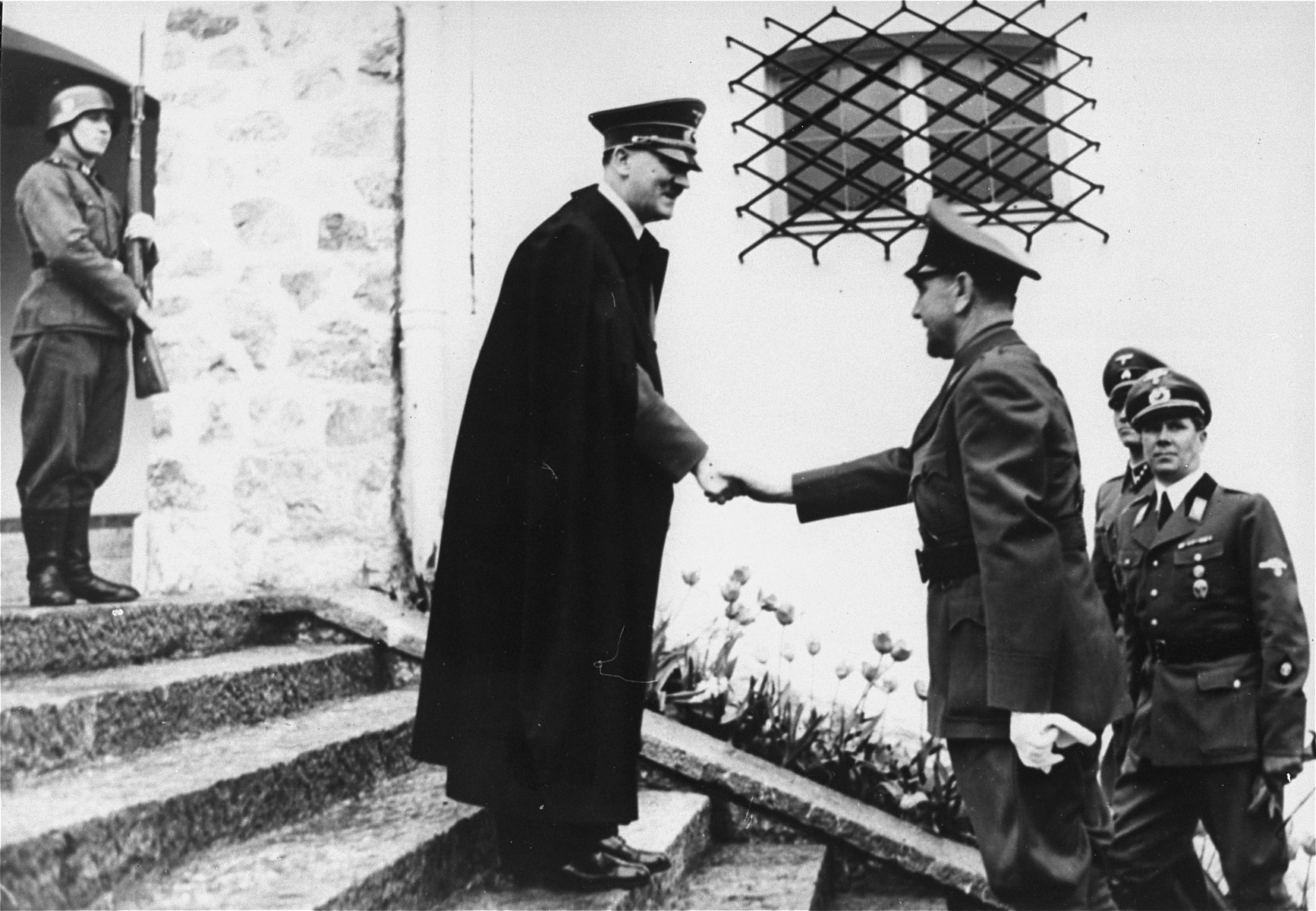
Adolf Hitler s Ante Pavelićem (vpravo) v Berghofu poblíž Berchtesgadenu v Německu

V době invaze nacistického Německa do Jugoslávie byl Adolf Hitler nespokojený s Mussoliniho agendou vytvoření loutkového chorvatského státu a preferoval, aby se oblasti mimo italské územní cíle staly součástí Maďarska jako autonomního území. To by uklidnilo Maďarsko jako spojence nacistického Německa a jeho nacionalistické územní nároky. Německá pozice vůči Chorvatsku se změnila po jeho invazi do Jugoslávie v roce 1941. Invazi vedla mocná německá invazní síla, která byla z velké části zodpovědná za obsazení Jugoslávie. Vojenské síly jiných mocností Osy, včetně Itálie, Maďarska a Bulharska, dosáhly během invaze jen menších zisků.

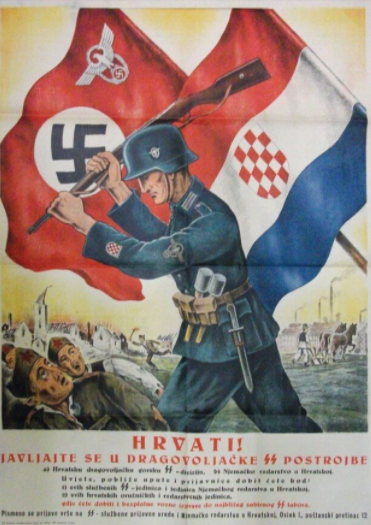
Náborový propagandistický plakát Schutzstaffel (SS) používaný v NDH

Invaze byla urychlena potřebou německých sil dosáhnout Řecka, aby zachránily italské síly, které selhaly na bitevním poli proti řeckým ozbrojeným silám. Po záchraně italských sil v Řecku a po dobytí Jugoslávie a Řecka téměř bez pomoci začal být Hitler frustrován Mussolinim a vojenskou neschopností Itálie. Německo zlepšilo vztahy s Ustašovci a podpořilo požadavky NDH na připojení Jaderského pobřeží, aby se snížily plánované územní zisky Itálie. Přesto Itálie anektovala významnou střední část Dalmácie a různé jadranské ostrovy, což nebylo s Pavelićem před invazí dohodnuto; Itálie očekávala anektování celé Dalmácie jako součást svých iredentistických nároků.
Hitler se hádal se svými armádními veliteli o tom, jaká politika by se měla v Chorvatsku vůči Srbům uplatňovat. Němečtí vojenští představitelé si mysleli, že Srbové by mohli být soustředěni k boji proti partyzánům. Hitler se svými veliteli nesouhlasil, ale poukázal na Paveliće, že NDH může vytvořit zcela chorvatský stát pouze tehdy, bude-li následovat neustálou politiku pronásledování nechorvatského obyvatelstva po dobu nejméně padesáti let. NDH nikdy nebyl plně suverénní, ale byl to loutkový stát, který se těšil větší autonomie než kterýkoli jiný režim v Němci okupované Evropě.
Již 10. července 1941 oznámil generál Wehrmachtu Edmund Glaise von Horstenau německému vrchnímu velení Oberkommando der Wehrmacht (OKW):
Naše jednotky musí být němými svědky takových událostí; neodráží se to dobře na jejich jinak dobré pověsti [...] Často mi říkají, že německá okupační vojska budou muset konečně zasáhnout proti zločinům ustašovců. To se nakonec může stát. Právě teď, s dostupnými silami, jsem o takovou akci nemohl žádat. Ad hoc intervence v jednotlivých případech by mohla způsobit, že německá armáda bude zodpovědná za nespočet zločinů, kterým v minulosti nedokázala zabránit.
—Generál Edmund Glaise von Horstenau, německý vojenský atašé v Záhřebu
Zpráva gestapa pro Reichsführera SS Heinricha Himmlera ze 17. února 1942 uvádí:
Zvýšená aktivita band je způsobena především zvěrstvy páchanými ustašovskými jednotkami v Chorvatsku na pravoslavném obyvatelstvu. Ustašovci páchali své činy bestiálním způsobem nejen na mužích v branném věku, ale především na bezmocných starých lidech, ženách a dětech. Počet pravoslavných, které Chorvati zmasakrovali a sadisticky umučili k smrti, je asi tři sta tisíc.
— Hlášení gestapa pro Reichsführera SS Heinricha Himmlera, 17. února 1942.
Podle zpráv generála Glaise-Horstenaua byl Hitler na Paveliće naštvaný, protože jeho politika rozdmýchala v Chorvatsku povstání a zmařila jakoukoli vyhlídku na nasazení sil NDH na východní frontě. Navíc byl Hitler nucen zapojit velké vlastní síly, aby udržel povstání pod kontrolou. Z toho důvodu Hitler povolal Paveliće na 23. září 1942 do svého válečného velitelství ve Vinnycji (Ukrajina). V důsledku toho Pavelić nahradil svého ministra ozbrojených sil Slavka Kvaternika méně horlivým Jure Francetićem. Kvaternik byl poslán do exilu na Slovensko – spolu se svým synem Eugenem, který byl obviněn z perzekuce Srbů v Chorvatsku. Pavelić před setkáním s Hitlerem, aby uklidnil veřejnost, zveřejnil „Důležité vládní oznámení“ („Važna obavijest Vlade“), ve kterém vyhrožoval těm, kteří šířili zprávy „o neexistujících hrozbách odzbrojení ustašovských jednotek představiteli jedné cizí mocnosti, o nahrazení chorvatské armády cizí mocností, o možnosti, že se Chorvatska chopí [...]

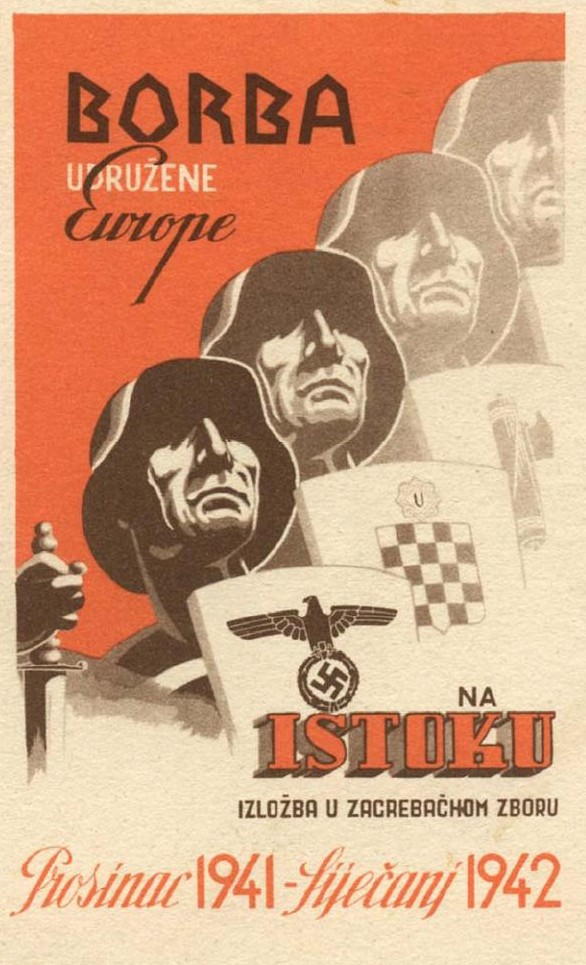
Propagandistický plakát z druhé světové války: „Bitva sjednocené Evropy na východě“

Generál Glaise-Horstenau hlásil: „Hnutí Ustašovců je kvůli chybám a zvěrstvům, kterých se dopustili, a korupci tak kompromitováno, že vládní exekutiva (domácí stráž a policie) musí být oddělena od vlády – i za cenu přerušení jakéhokoli možného spojení s vládou.“
Reichsführer-SS Heinrich Himmler je citován, jak charakterizuje Nezávislý stát Chorvatsko jako „směšný“: „naše milované německé osady budou zajištěny. Doufám, že oblast jižně od Sremu bude osvobozena [...] bosenskou divizí [...], abychom mohli alespoň částečně obnovit pořádek v tomto směšném (chorvatském) státě.“ Ustašovci získali německou podporu pro plány na odstranění srbského obyvatelstva v Chorvatsku. Jeden plán zahrnoval výměnu v roce 1941 mezi Německem a NDH, ve které by bylo 20 000 katolických Slovinců deportováno z Němci ovládaného Slovinska a posláno do NDH, kde by byli asimilováni jako Chorvati. Výměnou by bylo 20 000 Srbů deportováno z NDH a posláno na Němci okupované území Srbska. Na schůzce s Hitlerem 6. června 1941 v Salcburku Pavelić souhlasil s přijetím 175 000 deportovaných Slovinců. Dohoda stanovila, že počet Srbů deportovaných z NDH do Srbska může překročit počet přijatých Slovinců o 30 000. Během rozhovorů Hitler zdůraznil nutnost a žádoucí deportace Slovinců a Srbů a doporučil Pavelićovi, že aby se stal NDH, tak by měl po dalších 50 let pokračovat v etnicky netolerantní politice. Německé okupační síly umožnily vyhnání Srbů do Srbska, ale místo aby Slovince poslali do Chorvatska, byli také deportováni do Srbska. Celkem bylo do konce druhé světové války z NDH deportováno nebo uprchlo do Srbska asi 300 000 Srbů.
Zvěrstva spáchaná Ustašovci ohromila pozorovatele; Brigádní generál Sir Fitzroy Maclean, náčelník britské vojenské mise k partyzánům, poznamenal: „Někteří Ustašovci sesbírali oči Srbů, které zabili, a poslali je, když jich měli dost, Poglavnikovi, aby si je prohlédl nebo je a další lidské orgány hrdě vystavovali v záhřebských kavárnách.“
Nacistický režim požadoval, aby Ustašovci přijali antisemitskou rasovou politiku, pronásledovali Židy a zřídili několik koncentračních táborů. Pavelić a Ustašovci nacistické požadavky přijali, ale jejich rasová politika se soustředila především na likvidaci srbského obyvatelstva. Když Ustašovci potřebovali více rekrutů, aby pomohli Srby vyhubit, stát se odtrhl od nacistické antisemitské politiky tím, že Židům, kteří byli ochotni bojovat za NDH, přislíbil čestné árijské občanství, a tím i osvobození od perzekuce. Protože to byl jediný legální prostředek umožňující Židům uniknout pronásledování, řada Židů se připojila k ozbrojeným silám NDH. To přitížilo německým SS, kteří tvrdili, že NDH nechala přežít 5 000 Židů prostřednictvím služby v ozbrojených silách NDH. Německé antisemitské cíle pro Chorvatsko byly dále podkopávány neochotou Itálie držet se přísné antisemitské politiky, což vedlo k tomu, že Židé v Itálii ovládaných částech Chorvatska se vyhýbali stejnému pronásledování, kterému čelí Židé ve východním Chorvatsku ovládaném Německem. Poté, co Itálie opustila válku v roce 1943, německé síly obsadily západní Chorvatsko a NDH anektovala území postoupené Itálii v roce 1941.

### Válka v NDH
Už od léta 1941 ztrácelo Chorvatsko kontrolu nad svým územím. Venkovské oblasti se staly centrem povstalců. 13. listopadu 1941 si německý generál Glaise von Horstenau stěžoval, že jen asi třetina NDH je v rukou chorvatské vlády. K novému režimu nebyli přátelsky nakloněni ani levice a intelektuálové. Na území Bosny a Hercegoviny působil odboj srbských četniků a komunistických partyzánů. Do chorvatských záležitostí proto musely zasahovat Německo a Itálie. Ustašovci si mezi Chorvaty nikdy nedokázali vytvořit širokou lidovou základnu. Oproti německé NSDAP nedokázali ustašovci nadchnout masy, např. Ante Pavelić žil z obavy před atentáty v ústraní, na veřejnosti se ukazoval jen zřídka. Podporu nacházelo hnutí snad jen na venkově, hlavně v oblastech Liky a Kordunu.

### Partyzánský odboj
22. června 1941 vznikl v lese Brezovica u Sisaku partyzánský oddíl Sisak; měl být oslavován jako první jednotka ozbrojeného odporu vytvořená v okupované Jugoslávii během druhé světové války. Chorvati, Srbové, Bosňáci a občané všech národností a původů se začali připojovat k panjugoslávským partyzánům vedeným Josipem Brozem Titem. Partyzánské hnutí bylo brzy schopno ovládnout velké procento NDH (a Jugoslávie) a zanedlouho byla těmito partizány kontrolovanými oblastmi obklopena zejména města okupované Bosny a Dalmácie, přičemž jejich posádky žily de facto ve stavu obležení a neustále se snažily udržet kontrolu nad železničními spoji.
V roce 1944, třetím roce války v Jugoslávii, Chorvati tvořili 61 % partyzánských operačních jednotek pocházejících z Federálního státu Chorvatsko.
Federální stát Chorvatsko měl také nejvyšší počet odřadů a brigád mezi federálními jednotkami a spolu se silami v Bosně a Hercegovině tvořil partyzánský odpor v NDH většinu vojenské síly hnutí.

### Vztahy s Četníky

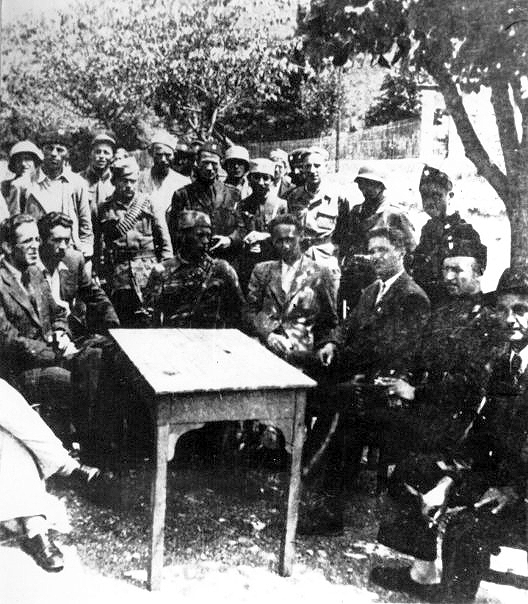
Zástupci Četniků, Ustašovců a Chorvatské Domobrany při schůzce v okupované Bosně

Po rozkolu mezi partyzány a Četniky v Srbsku v roce 1941 se četnické skupiny ve střední, východní a severozápadní Bosně ocitly mezi německými a ustašovskými (NDH) silami na jedné straně a partyzány na straně druhé. Počátkem roku 1942 se k Němcům přiblížil Četnický major Jezdimir Dangić ve snaze dospět k dohodě, ale neúspěšně a místní Četničtí vůdci byli nuceni hledat jiné řešení. Přestože byli Ustašovci a Četníci soupeřícími nacionalisty (chorvatskými a srbskými), našli společného nepřítele v partyzánech a maření partyzánského postupu se stalo hlavním důvodem spolupráce, která následovala mezi ustašovskými úřady Nezávislého státu Chorvatsko a četnickými oddíly v Bosně.
První formální dohoda mezi bosenskými Četniky a Ustašovci byla uzavřena 28. května 1942, ve které Četničtí vůdci vyjádřili svou loajalitu jako „občanů Nezávislého státu Chorvatsko“ jak státu, tak jeho Poglavnikovi (Ante Pavelić). Během následujících tří týdnů byly podepsány další tři dohody pokrývající velkou část území Bosny (spolu s četnickými oddíly v ní). Ustanovením těchto dohod měli Četnici ukončit nepřátelství proti ustašovskému státu a Ustašovci v těchto oblastech zavedli pravidelnou správu. Hlavní ustanovení, článek 5 dohody, znělo takto:
Dokud bude hrozit nebezpečí ze strany partyzánských ozbrojených skupin, budou Četnické formace dobrovolně spolupracovat s chorvatskou armádou v boji a ničení partyzánů a v těchto operacích budou pod celkovým velením chorvatských ozbrojených sil. [...] Četnické formace se mohou samy zapojit do operací proti partyzánům, ale budou to muset včas hlásit chorvatským vojenským velitelům.

Potřebnou munici a proviant dodávala Četnikům ustašovská armáda. Četnikové, kteří byli při takových operacích zraněni, by byli ošetřováni v nemocnicích NDH, zatímco sirotci a vdovy po Četnicích zabitých v akci by byly podporovány ustašovským státem. Osoby výslovně doporučené četnickými veliteli budou vráceny domů z ustašovských koncentračních táborů. Tyto dohody se vztahovaly na většinu Četnických sil v Bosně východně od německo-italské demarkační linie a trvaly po většinu války. Protože chorvatské síly byly bezprostředně podřízeny německé vojenské okupaci, spolupráce s chorvatskými silami byla ve skutečnosti nepřímá spolupráce s Němci.

### Konec války
Dne 10. září 1943 se Itálie vzdala, NDH bylo slíbeno připojení bývalé italské Dalmácie. Partyzáni, kterým se roku 1943 dostalo významné mezinárodní podpory, stále více posilovali své pozice. Situaci mezi chorvatskými představiteli se stávala stále více napjatější, vytvořila se skupina, která chtěla uzavřít mír se Spojenci a skupina, která chtěla stát po boku Německa až do hořkého konce. V červenci 1944 byli zatčeni Mladen Lorković a Ante Vokić za přípravu prospojeneckého převratu. V říjnu 1944 padl Split a fronta se na půl roku ustálila. V únoru 1945 padl Mostar, v dubnu Vukovar. Zbylí ustašovci se neúspěšně snažili předat moc do rukou kardinála Stepinace. 
V květnu 1945 ustoupila velká kolona složená z jednotek Domobrany NDH, Ustašovců, kozáků, srbské státní gardy, některých Četníků a slovinské Domobrany, jakož i četných civilistů ustupujících před partyzány směřujících na severozápad směrem k Itálii a Rakousku. Německá kapitulace byla podepsána 8. května, ale Němci dali Pavelićovi výhradní velení silám NDH a ten nařídil pokračovat v boji, zatímco se kolony snažily dostat k britským silám, aby vyjednaly průchod do Rakouska okupovaného Spojenci. Britská armáda jim však odepřela vstup a předala je partyzánským silám. Bleiburské repatriace z Rakouska měly za následek masové popravy. 25. května 1945 skončila poslední bitva druhé světové války v Evropě, Bitva o Odžak, pádem Nezávislého státu Chorvatsko, jehož území se stalo součástí Demokratické federativní Jugoslávie, a zánikem Nezávislého státu Chorvatsko.
Mezitím Pavelić uprchl do Rakouska, Itálie, Argentiny a nakonec Španělska, kde zemřel v roce 1959. Několik dalších členů vlády NDH bylo zajato v květnu a červnu 1945 a odsouzeno k trestu smrti nebo dlouhodobému vězení v procesu s Milem Budakem. Konec války vyústil ve vznik Demokratické republiky Jugoslávie, která se později stala Socialistickou federativní republikou Jugoslávie, přičemž Ústava z roku 1946 oficiálně učinila Chorvatskou lidovou republiku a Lidovou republiku Bosnu a Hercegovinu dvě ze šesti konstitučních republik nového státu.

### Následky
Ačkoli se krajně pravicová hnutí v Chorvatsku inspirovaná bývalým NDH znovu objevila během chorvatské války za nezávislost, současná chorvatská ústava oficiálně Nezávislý stát Chorvatsko neuznává jako historický nebo legitimní předchůdce současné chorvatské republiky. Navzdory tomu Chorvatská republika po vyhlášení nezávislosti na Jugoslávii v roce 1991 rehabilitovala chorvatskou domácí gardu, jejíž veteráni od té doby pobírali státní penze. Němečtí vojáci, kteří zemřeli na chorvatském území, nebyli připomínáni, dokud Německo a Chorvatsko nedosáhly dohody o označení jejich hrobů v roce 1996. Německá komise válečných hrobů spravuje dva velké hřbitovy, v Záhřebu a ve Splitu.

## Vláda
Absolutním vůdcem NDH byl Ante Pavelić, který byl po celou válku znám pod svým ustašovským titulem Poglavnik, bez ohledu na svůj oficiální vládní post. Od roku 1941 do roku 1943, kdy byla země de jure monarchií, byl Pavelić jejím zmocněným premiérem (nebo „předsedou vlády“). Po kapitulaci Itálie se Pavelić stal hlavou státu na místo Prince Aimona, vévody z Aosty (také známý jako Tomislav II.) a pozici předsedy vlády si udržel až do září 1943, kdy na jeho místo jmenoval Nikolu Mandiće.

## Politika genocidy

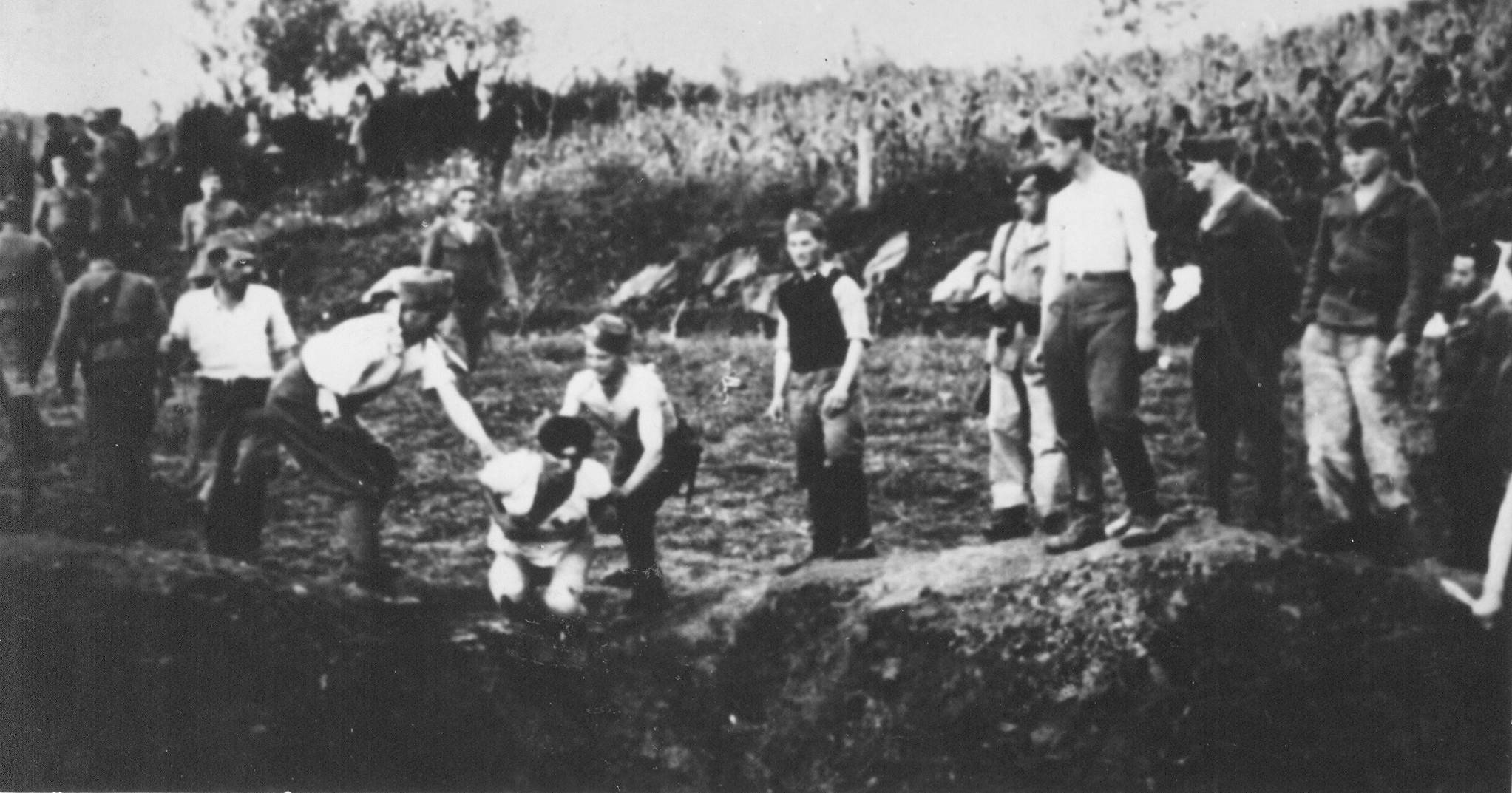
Ustašovci popravují Srby a Židy v táboře Jasenovac jako část genocidy Srbů

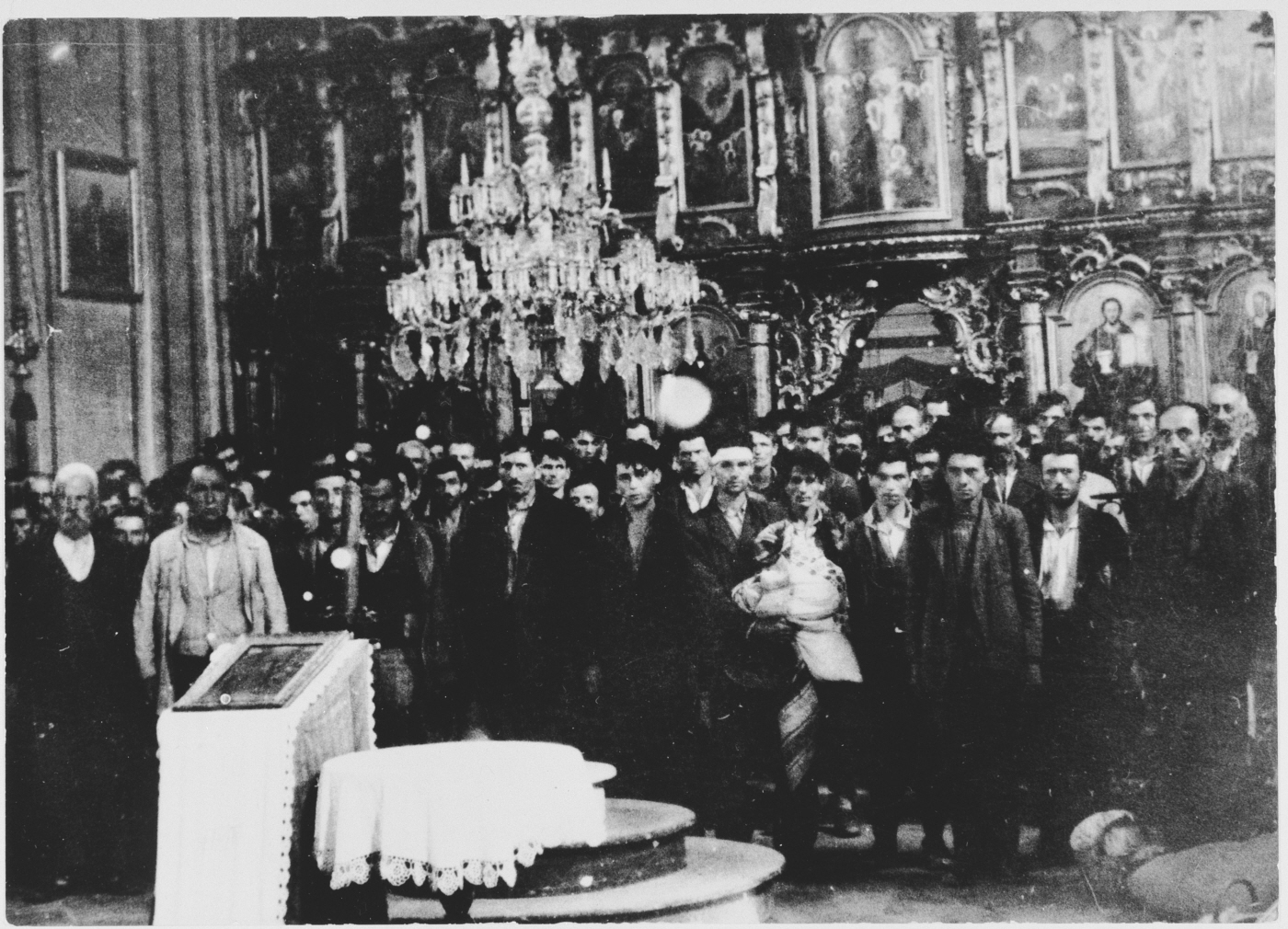
Nucená konverze srbských civilistů ke katolicismu Ustašovci v Glině

Historička Irina Ognjanova uvedla, že podobnosti mezi NDH a Třetí říší zahrnovaly předpoklad, že teror a genocida byly nezbytné pro zachování státu. Michael Phayer vysvětlil, že genocida v Chorvatsku začala ještě předtím, než se nacisté rozhodli zabít evropské Židy, zatímco Jonathan Steinberg uvedl, že zločiny proti Srbům v NDH byly „nejčasnější totální genocidou, o kterou se během druhé světové války někdo pokusil“. První den svého příjezdu do Záhřebu vyhlásil Ante Pavelić zákon, který zůstal v platnosti po celou dobu trvání Nezávislého státu Chorvatsko. Zákon, který byl přijat 17. dubna 1941, deklaroval, že všichni lidé, kteří urazili nebo se pokusili urazit chorvatský národ, byli vinni zradou – zločinem, který se trestal smrtí. O den později, 18. dubna, byl zveřejněn první chorvatský antisemitský rasový zákon. Tento zákon nevyvolal mezi židovským obyvatelstvem paniku, protože se domnívali, že je pouze pokračováním antisemitských zákonů Království Jugoslávie, které byly vyhlášeny v roce 1939. Situace se však rychle změnila 30. dubna, kdy byly zveřejněny árijské rasové zákony. Pozoruhodnou součástí rasové legislativy byly zákony o náboženské přeměně, jejichž důsledky většina populace nechápala, když byly 3. května 1941 zveřejněny. Důsledky se jasně ukázaly po červencovém projevu ministra školství Mile Budaka, který prohlásil: „Zabijeme třetinu Srbů, třetinu Srbů deportujeme a zbylá třetina bude nucena konvertovat ke katolicismu“. Rasové zákony byly uplatňovány do 3. května 1945.
V duchu nacistické ideologie byl také na území NDH prohlášen za jediný „árijský národ“ národ chorvatský, odvozující svůj původ údajně již od dávných Gótů. Dále byly schváleny rasistické  zákony namířené proti Srbům a Židům. Židé byli buď odvezeni do koncentračních táborů v Německu, nebo v Chorvatsku (např. Jasenovac), některým se podařilo uprchnout do italského prostoru, kde protižidovská opatření neplatila, část se přidala k partyzánům. Naproti tomu bosenští Muslimové byli považováni za nejčistší složku chorvatského národa. NDH byla prohlášena za zemi dvou náboženství, katolického a islámského. V Záhřebu vznikla úpravou Meštrovićova pavilonu mešita. Hlavním důvodem pro podporu bosenských muslimů byla hlavně snaha rozklížit vztahy se Srby v Bosně a naklonit si toto obyvatelstvo na stranu tehdejšího režimu. Tato myšlenka, ač může znít značně překvapivě, nebyla v chorvatském prostředí nová; již nějakou dobu si s ní pohrávala řada chorvatských politických proudů, které se objevovaly již v druhé polovině 19. století.
Vláda NDH spolupracovala s nacistickým Německem v holocaustu a uplatnila svou vlastní verzi genocidy proti etnickým Srbům žijícím v jejich hranicích. Srbové tvořili asi 30 % obyvatel státu. Státní politika vůči Srbům byla poprvé deklarována slovy Milovana Žaniće, ministra Legislativní rady NDH dne 2. května 1941: „Tato země může být pouze chorvatskou zemí a neexistuje žádná metoda, kterou bychom váhali použít, abychom ji učinili skutečně chorvatskou a očistili ji od Srbů, kteří nás po staletí ohrožovali a kteří nás znovu ohrozí, pokud dostanou příležitost“. Byli proto masově vyháněni, zabíjeni a nuceni ke konverzi ke katolictví. Během NDH bylo zabito 320 000–340 000 Srbů, 30 000 chorvatských Židů a 30 000 Romů, včetně 77 000 až 99 000 Srbů, Bosňáků, Chorvatů, Židů a Romů zabitých v koncentračním táboře Jasenovac, zatímco přibližně 300 000 Srbů bylo z NDH vyhnáno.
Vedle největšího tábora Jasenovac vznikly další jako např. Kerestinec, Stara Gradiška nebo Koprivnica. Na mnoha místech byly ustašovskými jednotkami vyvražděny celé srbské vesnice. Teror se projevil už v květnu 1941 při nájezdech tzv. divokých ustašů. Již v srpnu Němci a Italové proti této brutalitě protestovali. Toto období je popisováno jako „srbská genocida“.
Přestože hlavním cílem pronásledování Ustašovců byli Srbové, podíleli se také na ničení židovského a romského obyvatelstva. NDH se odklonila od nacistické antisemitské politiky slibem čestného árijského občanství některým Židům, pokud byli ochotni narukovat a bojovat za NDH. Chorvatský historik Ivo Goldstein odhaduje, že v NDH bylo zabito také 135 000 Chorvatů, 70 000 jako skutečných nebo podezřelých kolaborantů (zabitých partyzány), 19 000 zahynulo ve věznicích nebo táborech jako odpůrci ustašovského režimu a 46 000 zabito jako partyzáni.
Podle sčítání lidu v roce 1931 a 1948 se srbská populace v Chorvatsku snížila a v Bosně vzrostla:
| Srbové       | Chorvatsko | Bosna a Hercegovina[71] | Srem, Srbsko[72]     | Celkem     |
| ------------ | ---------- | ----------------------- | -------------------- | ---------- |
| Sčítání 1931 | 633 000    | 1 028 139               | 210 000              | 1 871 000  |
| Sčítání 1948 | 543 795    | 1 136 116               | Neznámé[72][pozn. 4] | 1 672 000+ |
Srbové v NDH utrpěli během druhé světové války nejvyšší počet obětí v Evropě. Politolog Rudolph Rummel ve své knize o „democidě“ umístil NDH jako jeden z nejsmrtelnějších režimů 20. století. Historik Tomislav Dulić však v kritické analýze Rummelových odhadů pro Jugoslávii uvedl, že jsou v rozporu s jugoslávským demografickým výzkumem a jsou příliš vysoké. Historik Stanley G. Payne tvrdil, že přímé a nepřímé popravy režimem NDH byly „mimořádným masovým zločinem“, který v proporcích převyšoval jakýkoli jiný evropský režim kromě Hitlerovy Třetí říše. Dodal, že zločiny v NDH byly úměrně překonány pouze Rudými Khmery v Kambodži a několika extrémně genocidními africkými režimy.

### Češi
Ustašovský režim chtěl v Chorvatsku žijící českou menšinu prohlásit za Chorvaty. České školy byly již v červenci 1941 uzavřeny, menšinové spolky rozpuštěny a někteří jejich funkcionáři byli uvězněni.

## Ozbrojené síly

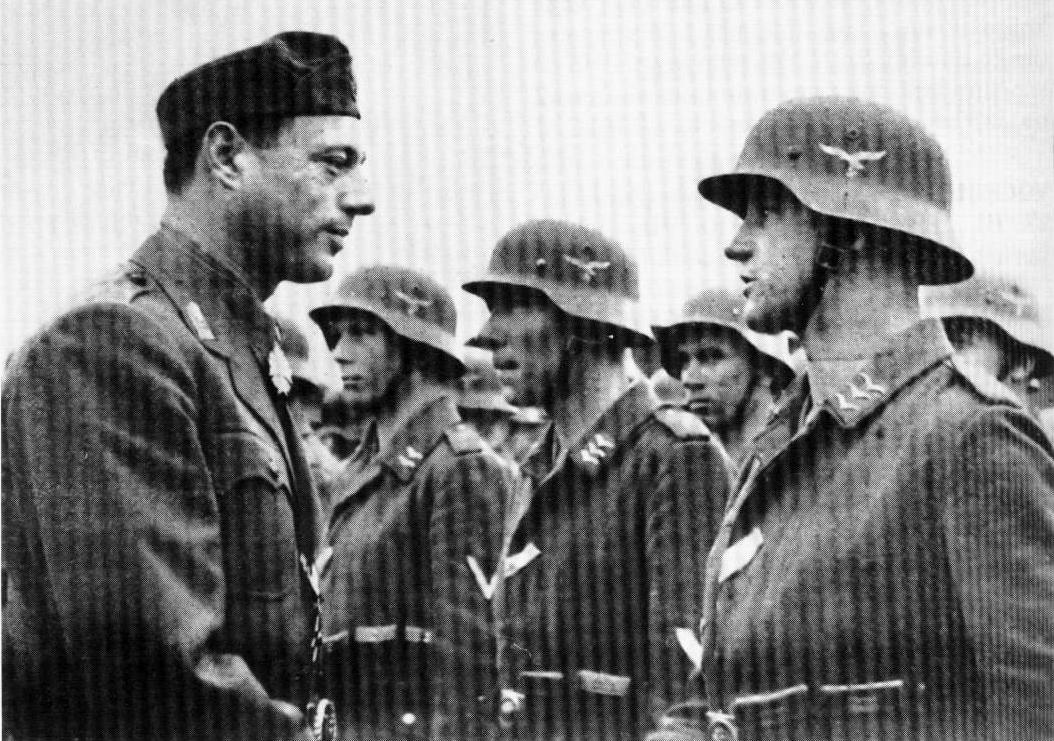
Chorvatský ministr ozbrojených sil Ante Vokić při návštěvě dobrovolníků chorvatského letectva cvičící ve Stockerau

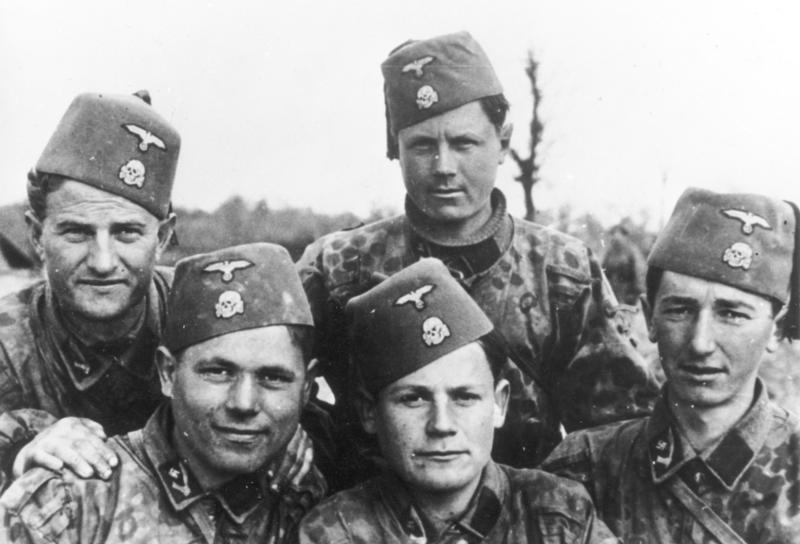
Členové divize SS Handschar („Chandžar“), jednotky rekrutované Himmlerovou organizací z muslimského obyvatelstva k nelibosti záhřebské vlády.

NDH založilo Armádu nezávislého státu Chorvatsko (srbochorvatsky: Hrvatsko domobranstvo) a námořnictvo nezávislého státu Chorvatsko v dubnu 1941 se souhlasem německých ozbrojených sil (Wehrmacht). Úkolem ozbrojených sil byla obrana státu před cizími i domácími nepřáteli. Armáda zahrnovala i letectvo. NDH také vytvořil Ustaška Vojnica (Ustašovské Milice), které byly koncipovány jako stranická milice a četnictvo. Armáda byla původně omezena na 16 pěších praporů a 2 jízdní eskadrony – celkem 16 000 mužů. Původních 16 praporů bylo brzy mezi květnem a červnem 1941 rozšířeno na 15 pěších pluků po dvou praporech, organizovaných do pěti divizních velitelství, asi 55 000 mužů. Podpůrné jednotky zahrnovaly 35 lehkých tanků dodaných Itálií, 10 dělostřeleckých praporů (vybavených ukořistěnými zbraněmi královské jugoslávské armády českého původu), jezdecký pluk v Záhřebu a samostatný jezdecký prapor v Sarajevu. Dva nezávislé prapory motorizované pěchoty byly umístěny v Záhřebu a Sarajevu. Podle podmínek Římských smluv (1941) s Itálií bylo námořnictvo NDH omezeno na několik pobřežních a hlídkových plavidel, které většinou hlídkovaly vnitrozemské vodní cesty.
Když bylo v roce 1941 založeno letectvo Nezávislého státu Chorvatsko (srbochorvatsky: Zrakoplovstvo Nezavisne Države Hrvatske) (ZNDH), sestávalo z ukořistěných letadel Jugoslávského královského letecvtva (sedm operačních stíhaček, 20 bombardérů a asi 180 pomocných a cvičných letadel) a také výsadkové, výcvikové a protiletadlové dělostřelectvo. V průběhu 2. světové války v Jugoslávii byl doplněn o několik stovek nových nebo přepracovaných německých, italských a francouzských stíhaček a bombardérů, až do obdržení konečných dodávek nových letadel z Německa v dubnu 1945. Chorvatská letecká legie (srbochorvatsky: Hrvatska Zrakoplovna Legija), nebo HZL, byla vojenská jednotka letectva Nezávislého státu Chorvatsko, která bojovala po boku Luftwaffe na východní frontě v letech 1941 až 1943 a poté zpět na chorvatské půdě. Jednotka byla 15. července 1941 poslána na výcvik do Německa, než se vydala na východní frontu. Mnoho pilotů a posádek předtím sloužilo během invaze do Jugoslávie v dubnu 1941 v jugoslávském královském letectvu. Někteří z nich měli také zkušenosti se dvěma hlavními provozovanými typy – Messerschmitt Bf 109 a Dornier Do 17, přičemž dva stíhací piloti skutečně sestřelili letouny Luftwaffe.
Po německém útoku na SSSR vyslalo Chorvatsko 8 000 vojáků dobrovolnické Chorvatské legie, aby se přidalo po bok německých armád.
Během operací nad východní frontou dosáhly stíhačky jednotky celkem 283 sestřelů a bombardéry se zúčastnily asi 1500 bojových misí. Po návratu do Chorvatska v prosinci 1942 se letouny této jednotky ukázaly jako silný doplněk k úderné síle sil Osy bojujících proti partyzánům až do konce roku 1944. Kvůli nízké morálce mezi branci v armádě a jejich rostoucí nespokojenosti s ustašovským režimem v průběhu války je partyzáni začali považovat za klíčový prvek své zásobovací linie. Podle Williama Deakina, který vedl jednu z britských misí k partyzánskému vrchnímu veliteli Josipu Brozi Titovi, v některých oblastech partyzáni po odzbrojení propustili armádní vojáky, aby se mohli vrátit do pole s náhradními zbraněmi, které by byly opět zabaveny. Ostatní armádní vojáci buď přeběhli nebo aktivně směřovali zásoby k partyzánům – zvláště poté, co NDH postoupila Dalmácii Itálii. Počty armádních jednotek se zmenšily ze 130 000 na počátku roku 1943 na 70 000 koncem roku 1944, kdy vláda NDH sloučila armádu s armádou Ustašovců a byla organizována do osmnácti divizí, včetně dělostřeleckých a obrněných jednotek. Navzdory těmto potížím byla armáda spolu s XV. kozáckým jezdeckým sborem SS, kde velei Němci schopna pomoci Wehrmachtu udržet jeho linie v Sremu, Slavonii a Bosně proti kombinovaným sovětským, bulharským a partyzánským ofenzívám od konce roku 1944 do krátce před kolapsem NDH v květnu 1945.
Letectvo Nezávislého státu Chorvatsko poskytovalo určitou úroveň letecké podpory (útok, stíhání a transport) až do května 1945, přičemž narazilo na nepřátelské letouny Britského královského letectva, letectva Spojených států a sovětského letectva a někdy je i porazilo. Poslední dodávky současných německých stíhacích letounů Messerschmitt Bf 109G a K probíhaly ještě v dubnu 1945. Na konci března 1945 bylo chorvatskému armádnímu velení zřejmé, že ačkoli fronta zůstala nedotčena, budou nakonec poraženi naprostým nedostatkem munice. Z tohoto důvodu bylo rozhodnuto ustoupit do Rakouska, aby se vzdalo britským silám postupujícím z Itálie na sever. Německá armáda byla v procesu rozpadu a zásobovací systém ležel v troskách. Nicméně Britové, kteří neměli prostředky k ubytování neněmeckých válečných zajatců, je přinutili vzdát se jugoslávským partyzánům. Asi 120 000 vojáků NDH se tímto způsobem vzdalo a asi polovina z nich byla zabita krátce poté (viz repatriace v Bleiburgu).:s.281
V rámci anektované Bosny působila 13. horská divize SS Handžar, kterou tvořili ponejvíce bosenští Muslimové.

## Ekonomika

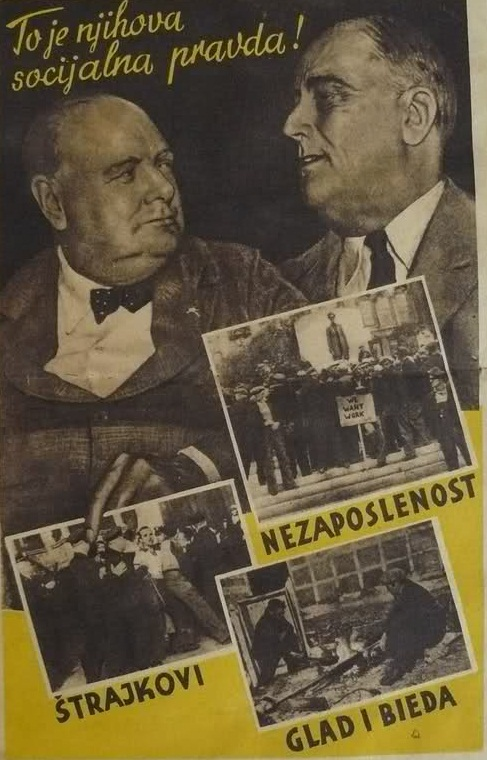
Propagandistický plakát zobrazující Winstona Churchilla a Franklina D. Roosevelta se slovy: „Toto je jejich sociální spravedlnost!; Stávky; Nezaměstnanost; Hlad a bída“

Ekonomika Nezávislého státu Chorvatsko byla do značné míry podřízena ekonomickým zájmům nacistického Německa a fašistické Itálie a musela vůči nim plnit značné závazky. Dominantní mocností bylo nacistické Německo, které požadovalo dodávky surovin od NDH za účelem podpory německé ekonomiky a jejího válečného úsilí. Chorvatská pracovní síla byla také považována za potenciální náhradu některých německých dělníků, kteří byli naverbováni do armády a byli posláni do války. Hospodářská dohoda podepsaná v květnu 1941 zajistila Německu neomezený přístup k průmyslovým surovinám v NDH a zavázala NDH nést náklady německých vojenských jednotek umístěných na jeho území; vzhledem k malé velikosti chorvatské ekonomiky to byla velmi velká zátěž. Podobné dohody byly uzavřeny také s Itálií na krátkodobější bázi (musely být obnovovány každé tři měsíce), což NDH zavazovalo podporovat a doplňovat jednotky italské armády v rámci svých hranic, platit Itálii měsíční platby a umožnit italské armádě volně kácet stromy na řezivo.
Německo si v Chorvatsku hlídalo své ekonomické zájmy prostřednictvím generála Glaise von Horstenau. Německé vojsko hlídalo klíčové komunikace a využívalo chorvatský průmyslový pontenciál; nikoliv ovšem pouze způsobem, že by byla produkce továren vyvážena do Říše, nýbrž byla řada závodů kompletně rozmontována a i s dělníky převezena do Německa. Později se Němci stáhli z větší části „svého“ území, neboť byl stále aktuálnější problém dostatečného počtu vojenských sil na Východní frontě a také v Srbsku, kde propukaly sporadické nepokoje a řádili jak četnici, tak i komunističtí partyzáni.
Německé a italské úřady nekoordinovaly své příslušné politiky vůči Chorvatsku, což vedlo k překrývajícím se a protichůdným požadavkům, které dále zatěžovaly chorvatskou ekonomiku. Zejména Německo a Itálie požadovaly velké množství bauxitu, železné rudy, dřeva a obilí. Edmund Glaise-Horstenau, německý generální zmocněnec, obvinil Itálii z toho, že od NDH požaduje příliš mnoho, zatímco Galeazzo Ciano si do deníku napsal, že Němci mají nad NDH takovou kontrolu, že se chorvatská ekonomika stala italsko-německým problémem. Oficiálně mělo dojít k reorganizaci ekonomiky NDH do nového ekonomického řádu inspirovaného německým modelem, který měl být řízenou ekonomikou se silným zapojením státu do hospodářského života. Nový ekonomický řád však zůstal pouze teoretickým cílem, v praxi nerealizovaným.
V roce 1942 směřovalo 80 % exportu NDH do Německa (včetně Rakouska, Protektorátu Čechy a Morava a polského generálního gouvernementu) a 12 % do Itálie. Německo pokrývalo 70 % dovozu, zatímco Itálie 25 %. Dalšími obchodními partnery byly Maďarsko, Rumunsko, Finsko, Srbsko a Švýcarsko. Vývoz z NDH tvořilo především řezivo a výrobky ze dřeva, zemědělské produkty (včetně tabáku), hospodářská zvířata, ruda a strategicky významný bauxit. NDH převážně dovážela stroje, nástroje a další kovové výrobky, textil a palivo.

## Obyvatelstvo
Podle údajů spočítaných německým ministerstvem zahraničních věcí při vzniku státu bylo obyvatel přibližně 6 285 000, z toho bylo 3 300 000 (52,5 %) Chorvatů, 1 925 000 (30,6%) Srbů, 700 000 (11,1%) Muslimů, 150 000 (2,3%) Němců, 65 000 (1,0%) Čechů a Slováků, 40 000 (0,6%) Židů a 30 000 (0,4%) Slovinců. Chorvati tvořili o něco více než polovinu obyvatel nezávislého státu Chorvatsko. S muslimy, kteří byli považováni za Chorvaty, byl podíl Chorvatů na celkové populaci stále menší než dvě třetiny.

### Vysídlování lidí
Kvůli vnitřním bojům v Jugoslávii bylo vysídleno velké množství lidí. NDH musel přijmout více než 200 000 slovinských uprchlíků, kteří byli násilně vystěhováni ze svých domovů v rámci německého plánu anektovat části slovinských území. V rámci této dohody měli Ustašovci deportovat 200 000 Srbů z chorvatských vojenských oblastí; avšak pouze 182 000 bylo deportováno, když německý vrchní velitel Bader zastavil tento hromadný transport lidí kvůli povstání Četníků a partyzánů v Srbsku. Odhadem bylo deportováno z NDH do Němci okupovaného Srbska 120 000 Srbů a 300 000 uprchlo do roku 1943.
Vnitřní kolonizace do regionu Slavonie byla v tomto období podporována z Dalmácie, Liky, Chorvatského Záhoří a Bosny a Hercegoviny. Stát udržoval kolonizační úřad v Mostaru, Osijeku, Petrinji, Sarajevu, Sremské Mitrovici a Záhřebu.

### Náboženství

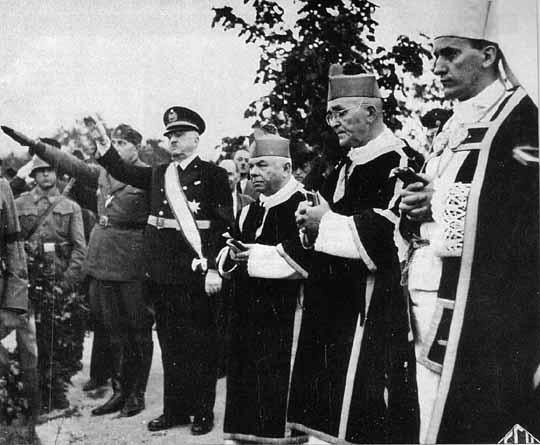
Vedoucí představitelé chorvatské katolické církve, včetně záhřebského arcibiskupa Aloysia Stepinaca, spolu s vysokými představiteli ustašovského režimu. Těšil se podpoře mnoha nižších duchovních, mnišství a části chorvatského církevního vedení.

Představitelé chorvatské katolické církve se k režimu stavěli rozdílně. Někteří duchovní ustašovce podporovali, např. sarajevský arcibiskup Šariš, naproti tomu mostarský biskup Alojzije Mišić odmítal ve své diecézi ustašovské násilí. Záhřebský arcibiskup Alojzije Stepinac se snažil v několika dopisech Pavelićovi protestovat proti ustašovským excesům a koncentračnímu táboru Jasenovac. I když Stepinac nikdy veřejně ustašovský režim neodsoudil, soukromě se snažil pomáhat jednotlivým Židům.
Pavelić byl nucen zabývat se neklidnou etnickou situací v zemi, aby úplně neztratil německou podporu, protože teror příliš nepřispíval ke klidu, který Německo v této oblasti potřebovalo. 21. února 1942 vyhlásil ustanovení Chorvatské pravoslavně církve. 7. června 1942 byl do úřadu metropolity této nové církve uveden ruský porevoluční emigrant Grigorij Maksimov pod jménem Germogen. Církev nikdy nezískala vliv mezi srbskými pravoslavnými.
Kvůli rostoucímu neklidu a etnickému konfliktu v Bosně a Hercegovině se někteří představitelé bosenských Muslimů rozhodli více spolupracovat s Němci ve snaze získat autonomii.[zdroj?] 1. listopadu 1942 zaslali Hitlerovi memorandum, ve kterém odsoudili poměry panující v NDH a žádali vytvoření vlastní armády, tzv. Bosenské stráže podřízené wehrmachtu a snažili se získat příslib vzniku německého protektorátu, tzv. Župy B. (osny), Němci tyto požadavky odmítli, jediné co vzniklo, byla 13. horská divize SS „Handschar“ (1. chorvatská).